# Karl-Michael Vogler
Karl-Michael Vogler (Remscheid, 28 augustus 1928 - Seehausen am Staffelsee,  9 juni 2009) was een Duits filmacteur.
Vogler was de zoon van een smid en groeide op in het Oostenrijkse Bregenz. Na zijn studies werd hij toneelacteur en maakte zijn debuut in Innsbruck in 1950. Hij was vooral bekend door zijn rollen in verschillende grootse Engelstalige films uit de jaren 1960 en de jaren 1970, zoals de rol van Erwin Rommel in de film Patton. Vogler won verschillende toneel- en filmprijzen. In 1962 won hij de Preis der deutschen Filmkritik in de categorie "beste acteur".

## Filmografie
- 1959: Ein Mann geht durch die Wand
- 1961: Zu viele Köche (televisie-misdaadfilm-meerdelig)
- 1961: Wallenstein (televisie-meerdeler)
- 1963: Bekenntnisse eines möblierten Herrn
- 1963: Zwei Whisky und ein Sofa
- 1964: Ein Mann im schönsten Alter
- 1964: Erzähl mir nichts
- 1965: Those Magnificent Men in Their Flying Machines or How I Flew from London to Paris in 25 Hours 11 Minutes)
- 1966: Die Geschichte des Rittmeisters Schach von Wuthenow
- 1966: Der Fall Rouger (televisiefilm)
- 1966: The Blue Max
- 1967: How I Won the War
- 1967: Verräter (televisie-driedeler)
- 1967: Feldwebel Schmid
- 1967: Paarungen
- 1967: Ein Toter braucht kein Alibi
- 1968: Der Mann, der keinen Mord beging (televisie-meerdeler)
- 1968: Heimlichkeiten
- 1969: Christoph Kolumbus oder Die Entdeckung Amerikas
- 1969: Frau Wirtin hat auch eine Nichte
- 1969: Die Reise nach Tilsit
- 1969: Downhill Racer
- 1969: Charley’s Onkel
- 1969: Der irische Freiheitskampf (televisiefilm ZDF)
- 1970: Patton – Rebell in Uniform
- 1970: O Happy Day
- 1971: Deep End
- 1971: Der Kommissar - Ende eines Tanzvergnügens (televisieserie)
- 1972: Sonderdezernat K1 - Vier Schüsse auf den Mörder (televisieserie)
- 1972: Alpha Alpha (televisieserie)
- 1973–1975: Kara Ben Nemsi Effendi (televisieserie, 26 afleveringen)
- 1974: Tatort – Kneipenbekanntschaft
- 1975: Le vieux fusil
- 1976: Wir pfeifen auf den Gurkenkönig
- 1976: Shout at the Devil
- 1976: Zerschossene Träume (L'appât)
- 1976: Derrick - Kalkutta (televisieserie)
- 1977: Generale – Anatomie der Marneschlacht
- 1978: Wallenstein – (televisie-vierdeler)
- 1978: Ein Mann will nach oben (televisieserie)
- 1979: Freundschaft wider Willen
- 1981: Quartett bei Claudia
- 1981: Les roses de Dublin
- 1981: Die Jahre vergehen
- 1981: Tatort: Schattenboxen
- 1981: Goldene Zeiten – Bittere Zeiten (televisieserie, 5 afleveringen)
- 1983: Die Krimistunde - Mir gefällt's in Wilmington (televisieserie)
- 1984: Ein Fall für Zwei – Totes Kapital
- 1985: Ein Fall für TKKG (televisieserie, 5 afleveringen)
- 1985: Die Krimistunde - Der Ersatzmann (televisieserie)
- 1986: Derrick – Der Charme der Bahamas
- 1986: Mord am Pool (televisie-misdaadfilm)
- 1987: Schwarzwaldklinik (televisieserie, 2 afleveringen)
- 1987: Tatort – Gegenspieler
- 1990: Mondjäger
- 1990: Hotel Paradies (televisieserie)
- 1992: 5 Zimmer, Küche, Bad
- 1992: Glückliche Reise – Mexiko (televisieserie)
- 1992: Ein Heim für Tiere (televisieserie, 1 aflevering)
- 1993: Donauprinzessin (televisieserie)
- 1994: Elbflorenz (televisieserie)
- 1994: Tatort – Ostwärts
- 1994: Stella Stellaris
- 1995: Das Schwein – Eine deutsche Karriere
- 1996, 1997: Kurklinik Rosenau (televisieserie)
- 1998–2001: Alle meine Töchter (televisieserie, 8 afleveringen)
- 1999: Die letzte Chance
- 1999: Rosamunde Pilcher – Möwen im Wind
- 2000: Das gestohlene Leben (televisiefilm)
- 2000: Ein Scheusal zum Verlieben (televisiefilm)
- 2000: Weißblaue Geschichten – Die Abrechnung (televisieserie)
- 2001: Das Traumschiff – Las Vegas
- 2003: Mit einem Rutsch ins Glück (televisiefilm)
- 2006: Forsthaus Falkenau – Falsches Spiel
- 2013: Das kalte Herz (stem)